# Skarpe skud i Nyhavn
Skarpe skud i Nyhavn (amerikansk titel: Hidden Fear) er dansk/amerikansk film fra 1957 optaget i Danmark. Filmens er instrueret af André de Toth, der havde skrevet filmens manuskript sammen med John Ward Hawkins. Det danske filmselskab Palladium med co-producent på filmen, der havde dansk premiere i juni 1957. 

## Handling
En amerikansk kvinde, Susan, er anholdt af det danske politi for mordet på hendes suspekte kæreste. Kvindens bror, den amerikanske politimand Mike tager til København for at hjælpe søsteren. Sammen med det danske politi opklarer Mike sagen, der har forbindelser til en international forbryderbandes aktiviteter.

## Medvirkende
- John Payne som Mike Brent
- Alexander Knox som Hartman
- Conrad Nagel som Arthur Miller
- Natalie Norwick som Susan Brent
- Anne Neyland som Virginia Kelly
- Kjeld Jacobsen som Lt. Egon Knudsen
- Paul Erling som Gibbs
- Marianne Schleiss som Helga Hartman
- Mogens Brandt som Lund
- Knud Rex som Jacobsen
- Elsie Albiin som Inga
- Buster Larsen som Hans Ericksen
- Preben Mahrt som  dansk detektiv
- Kjeld Petersen som Jensen
- Erling Schroeder
- Olaf Ussing
- Tove Maës
- Knud Hallest
- Birgit Brüel